# Benthophilus leptocephalus
Benthophilus leptocephalus är en fiskart som beskrevs av Kessler, 1877. Benthophilus leptocephalus ingår i släktet Benthophilus och familjen smörbultsfiskar. Inga underarter finns listade.

## Bildgalleri

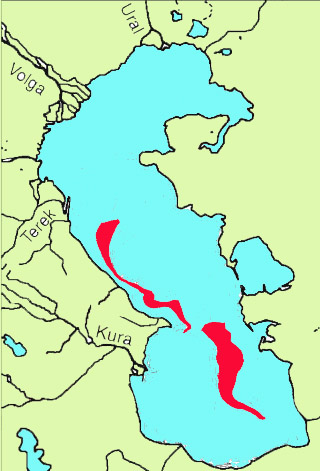